# Meconopsis paniculata
Meconopsis paniculata är en vallmoväxtart som först beskrevs av David Don, och fick sitt nu gällande namn av David Prain. Meconopsis paniculata ingår i släktet bergvallmor, och familjen vallmoväxter. Inga underarter finns listade i Catalogue of Life.